# Rocco Brienza
Rocco Oronzio Angelo Raffaele Brienza (Potenza, 1º settembre 1818 – Potenza, 17 febbraio 1900) è stato un presbitero e patriota italiano.

## Biografia

### La formazione
Nato da Luigi (1788), di professione sarto e Isabella Laguardia, provenne da una famiglia antiborbonica. Suo padre era un carbonaro mentre suo zio, un sacerdote, morì nello stesso anno in cui nacque Rocco, a causa di torture subite per essere stato un giansenista e per aver partecipato alla guerra contro il cardinale Fabrizio Ruffo. Studiò dapprima a Napoli e poi nel seminario di Potenza e, ordinato sacerdote, fu rinchiuso nel convento dei frati cappuccini di Picerno per aver manifestato idee liberali.

### Tra 1848 e Unità
In seguito esercitò la docenza ed entrò in contatto con la setta dell'Unità italiana, procurando sospetti da parte della polizia borbonica. Il 9 aprile 1849 fu arrestato con l'accusa di propaganda sovversiva e, nel 1852, condannato a 19 anni di carcere, ridotti poi a 13. Scontò la pena tra le isole di Nisida e Santo Stefano e venne amnistiato nel 1859.
Il 10 luglio dello stesso anno, Brienza si recò a Potenza per i preparativi della cosiddetta insurrezione lucana, collaborando alla fornitura di fucili e nel, 1860, partecipò attivamente alla rivolta unitaria. Il 19 agosto 1860 ricevette l'incarico di segretario del governo provvisorio lucano, che tenne fino al 26 agosto per poi dirigersi in Irpinia per promuovervi l'insurrezione, stabilendo ad Ariano la sede del governo provvisorio, ma la reazione borbonica del 4 settembre lo costrinse a trasferirsi nella vicina Buonalbergo. Giunto a Napoli, divenne membro della commissione per la riforma dei luoghi penali e della vigilanza negli ospedali ma nel novembre 1860, deluso dall'espulsione di Mazzini e dallo scioglimento del comitato d'Azione, fece ritorno a Potenza, ricoprendo la mansione di segretario della commissione elettorale lucana.

### La vecchiaia in Basilicata
In seguito, Brienza ottenne numerosi incarichi, tra cui segretario della commissione antibrigantaggio, presidente provinciale del Consorzio nazionale e del Comitato agrario, segretario del Consiglio provinciale scolastico e deputato all'Annona, che lasciò dopo 5 anni perché, a suo dire, non rappresentava più gli interessi del popolo ma solo l'avidità dei partiti. 
Nel 1862 fondò l'associazione "Emancipatrice del clero italiano", che si opponeva al potere temporale della Chiesa e che ricevette numerosi problemi perché accusata di essere in rapporti con società garibaldine. Si prodigò negli aiuti ai colerosi colpiti a Potenza tra il 1867 e il 1868 e rifiutò la menzione onoverole che il governo voleva donargli. Nel frattempo costituì associazioni massoniche e nel 1869 si recò a Napoli per partecipare all'Anticoncilio organizzato da Giuseppe Ricciardi, in risposta al Concilio Vaticano I. 
Morì a Potenza nel 1900. 

## Opere
Brienza, a partire dagli anni Settanta, dedicò il resto della sua vita alla scrittura, lasciando documenti sulle vicende risorgimentali e sulla società postunitaria in Basilicata. La sua vena di polemista si espresse al meglio in articoli scritti nei giornali radicali, come "Nuova Lucania", con pezzi quali Poche parole sul prestito del milione, in "Nuova Lucania", V (1878), n. 1-2 o I funerali del Re in un villaggio della Lucania, in "Nuova Lucania", V (1878), n. 1-2, o ancora L' 11 giugno 1882 a Potenza: discorso, in "Il Risveglio", 1882. 
Brienza, poi, sarebbe passato a testi documentari e autobiografici, testimonianza della sua profonda delusione, già emersa nella Insurrezione irpina del 1860 (Potenza, Stabilimento tipografico Santanello, 1867): nacquero, così, I martiri della Lucania, Potenza, Tipi Santanello, 1881, 51 pp. (poi ampliato e pubblicato nel 1882 come Il martirologio della Lucania, Potenza, Tip. dell'Unione Lucana, 1882) o la sua autobiografia La mia croce, Potenza, Stabilimento Tipografico C. Spera e C., 1890. Di tipo commemorativo, invece, il discorso per Raffaele Riviello: [commemorazione funebre], [S.l : s.n., 1897?].